# Finn női labdarúgó-válogatott
A finn női labdarúgó-válogatott képviseli Finnországot a nemzetközi női labdarúgó eseményeken. A csapatot a finn labdarúgó-szövetség szervezi és irányítja. A női válogatott szövetségi kapitánya Andrée Jeglertz.
A finn női nemzeti csapat még egyszer sem kvalifikálta magát világbajnokságra, és az olimpiai játékokra. Európa-bajnokságon 2005-ben bronzérmes lett, 2009-ben házigazdaként negyeddöntős volt.

## Nemzetközi eredmények

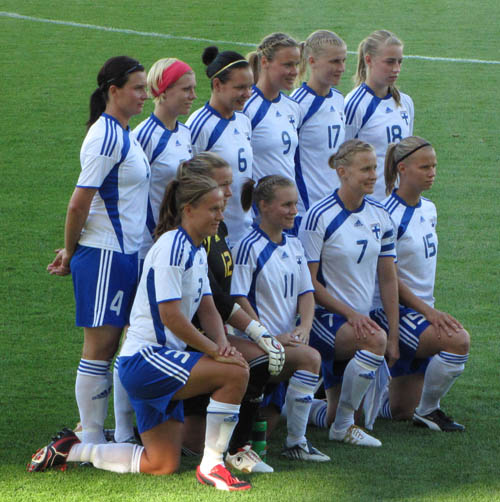
A finn válogatott a 2009. augusztus 10-i Észak-Írország elleni barátságos találkozón.
Felső sor, balról: Sanna Valkonen, Miia Niemi, Tiina Salmén, Laura Österberg Kalmari, Sanna Talonen, Linda Sällström.
Alsó sor, balról: Jessica Julin, Tinja-Riikka Korpela, Susanna Lehtinen, Anne Mäkinen, Maija Saari.

### Világbajnoki szereplés
| Év       | Helyszín         | Eredmény      | Hely | M | Gy | D | V | Rg | Kg | Gk | P |
| -------- | ---------------- | ------------- | ---- | - | -- | - | - | -- | -- | -- | - |
| 1991     | Kína             | nem jutott be | –    | – | –  | – | – | –  | –  | –  | – |
| 1995     | Svédország       | nem jutott be | –    | – | –  | – | – | –  | –  | –  | – |
| 1999     | Egyesült Államok | nem jutott be | –    | – | –  | – | – | –  | –  | –  | – |
| 2003     | Egyesült Államok | nem jutott be | –    | – | –  | – | – | –  | –  | –  | – |
| 2007     | Kína             | nem jutott be | –    | – | –  | – | – | –  | –  | –  | – |
| 2011     | Németország      | nem jutott be | –    | – | –  | – | – | –  | –  | –  | – |
| 2015     | Kanada           |               |      |   |    |   |   |    |    |    |   |
| Összesen | Összesen         | 0 / 6         |      | – | –  | – | – | –  | –  | –  | – |

### Európa-bajnoki szereplés
| Év       | Helyszín            | Eredmény      | Hely | M | Gy | D | V | Rg | Kg | Gk | P  |
| -------- | ------------------- | ------------- | ---- | - | -- | - | - | -- | -- | -- | -- |
| 1984     | –                   | nem jutott be | –    | – | –  | – | – | –  | –  | –  | –  |
| 1987     | Norvégia            | nem jutott be | –    | – | –  | – | – | –  | –  | –  | –  |
| 1989     | NSZK                | nem jutott be | –    | – | –  | – | – | –  | –  | –  | –  |
| 1991     | Dánia               | nem jutott be | –    | – | –  | – | – | –  | –  | –  | –  |
| 1993     | Olaszország         | nem jutott be | –    | – | –  | – | – | –  | –  | –  | –  |
| 1995     | Németország         | nem jutott be | –    | – | –  | – | – | –  | –  | –  | –  |
| 1997     | Norvégia Svédország | nem indult    | –    | – | –  | – | – | –  | –  | –  | –  |
| 2001     | Németország         | nem jutott be | –    | – | –  | – | – | –  | –  | –  | –  |
| 2005     | Anglia              | elődöntős     | 3.   | 4 | 1  | 1 | 2 | 5  | 8  | -3 | 4  |
| 2009     | Finnország          | negyeddöntős  | 5-8. | 4 | 2  | 0 | 2 | 5  | 5  | 0  | 6  |
| 2013     | Svédország          |               |      |   |    |   |   |    |    |    |    |
| Összesen | Összesen            | 2 / 10        |      | 8 | 3  | 1 | 4 | 10 | 13 | -3 | 10 |

### Olimpiai szereplés
| Év       | Helyszín       | Eredmény      | Hely | M | Gy | D | V | Rg | Kg | Gk | P |
| -------- | -------------- | ------------- | ---- | - | -- | - | - | -- | -- | -- | - |
| 1996     | Atlanta        | nem jutott be | –    | – | –  | – | – | –  | –  | –  | – |
| 2000     | Sydney         | nem jutott be | –    | – | –  | – | – | –  | –  | –  | – |
| 2004     | Athén          | nem jutott be | –    | – | –  | – | – | –  | –  | –  | – |
| 2008     | Peking         | nem jutott be | –    | – | –  | – | – | –  | –  | –  | – |
| 2012     | London         | nem jutott be | –    | – | –  | – | – | –  | –  | –  | – |
| 2016     | Rio de Janeiro |               |      |   |    |   |   |    |    |    |   |
| Összesen | Összesen       | 0 / 5         |      | – | –  | – | – | –  | –  | –  | – |

## Lásd még
- Finn labdarúgó-válogatott